# Dub košíčkatý
Dub košíčkatý (Quercus prinus) je opadavý strom dorůstající výšky okolo 25 metrů. Pochází z východních oblastí USA a v Česku je občas pěstován jako parková dřevina. Moderní taxonomie dubů tento druh neuznává a jméno Quercus prinus považuje za synonymum pro dub Michauxův (Q. michauxii), případně i pro dub horní (Quercus montana).

## Popis
Dub košíčkatý je strom dorůstající výšky 25, výjimečně až 30 metrů. Koruna je široce rozložitá, řídká, v horní části nepravidelně protáhle polokulovitá. Borka je tmavá, černošedá, brázditá. Letorosty jsou olivově hnědé, zpočátku chlupaté, později olysávající. Listy jsou podlouhlé, podlouhle kopinaté až obvejčité, 10 až 16, výjimečně až 25 cm dlouhé, na každé straně s 10 až 15 tupými zuby, na bázi klínovité až kulaté, na vrcholu špičaté. Listy jsou na líci lesklé, lysé a žlutavě zelené, na spodní straně světlejší, v mládí jemně šedavě plstnaté, později až téměř zcela lysé. Na podzim se listy zbarvují do oranžových odstínů. Řapíky jsou 15 až 35 mm dlouhé. Žaludy jsou po 1 až 2, vejcovité, 22 až 38 mm dlouhé, přisedlé nebo na krátké (do 2 cm) společné stopce, do 1/3 až 1/2 zanořené v chlupaté číšce se ztlustlými šupinami.

## Rozšíření
Dub košíčkatý je rozšířen ve východních oblastech USA, kde roste na suchých, písčitých a štěrkovitých půdách. Je to pomalu rostoucí a dlouhověká dřevina.

## Taxonomie
Dub košíčkatý náleží do skupiny několika velmi podobných severoamerických druhů dubů, které je často obtížné navzájem odlišit. Náleží mezi ně dub křovitý (Q. prinoides), dub Muehlenbergův (Q. muehlenbergii), dub horní (Quercus montana) a dub Michauxův (Q. michauxii). Tyto duby je možno bezpečně odlišit pouze na základě detailního studia odění listů a morfologie plodů, zatímco jejich tradiční určování podle listů vedlo k velkému množství mylně určených vzorků a následně k zavádějícím informacím v literatuře. V dnešní taxonomii dubů není dub košíčkatý jako druh uznáván, neboť pod tímto jménem byly směšovány 2 blízce příbuzné druhy: dub horní (Quercus montana) a dub Michauxův (Q. michauxii) a nelze stanovit, na základě kterého z nich Carl Linné druh popsal. Některé zdroje uvádějí Quercus prinus jako neplatné synonymum pro dub Michauxův (Q. michauxii), jiné pro dub horní (Q. montana).

## Význam
Žaludy dubu košíčkatého jsou jedlé. Tento dub je v Česku občas pěstován jako parková a sbírková dřevina. Je uváděn (bez bližšího určení o který taxon přesně jde) z Dendrologické zahrady v Průhonicích, Pražské botanické zahrady v Tróji, z Průhonického parku,, z Americké zahrady v Chudenicích, ze zámeckého parku v Sychrově, Postoloprtech, Hořínu, Loučni, Ploskovicích a Zahrádkách u České Lípy.